# James Nelson Barker
James Nelson Barker (Filadelfia, 17 giugno 1784 – Washington, 9 marzo 1858) è stato un drammaturgo, saggista e poeta statunitense, il primo a scrivere un dramma ispirato ai pellirosse.

## Biografia

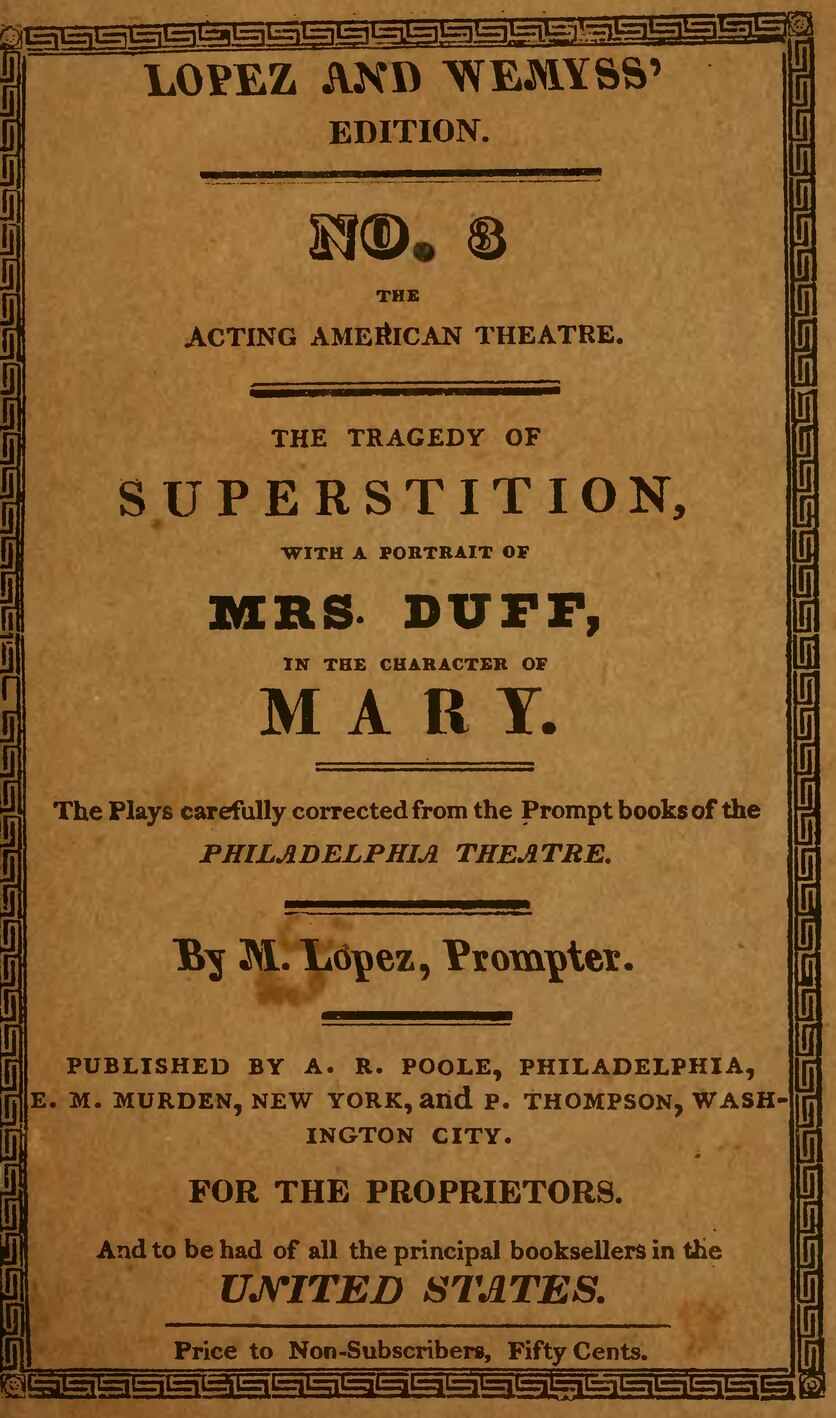
Copertina di Superstizione (Superstition, 1824)

Barker nacque a Filadelfia il 17 giugno 1784, quarto figlio di John Barker e di Mary Nelson, in una famiglia appartenente alla alta casta militare e burocratica, e alternò l'attività burocratica a quella artistica. Quest'ultima risultò il riflesso della prima e rispecchiò le idee democratiche e i sentimenti filantropici di Barker.
I suoi studi furono sospesi dai viaggi, dato che si unì a una spedizione nelle Indie occidentali nel 1806, inoltre i suoi genitori lo educarono all'etichetta galante e alla capacità di difendersi con una spada o una pistola.
Nel settembre del 1808 Barker si unì a "The Democratic Young Men", un'organizzazione politica di Filadelfia. La sua appartenenza all'organizzazione gli conferì l'incarico di membro di vigilanza per supervisionare il voto alle elezioni. Suo padre alle elezioni ottenne il suo secondo mandato come sindaco della città dal 1812 al 1813. Nel 1809, il venticinquenne Barker fu inviato da suo padre a Washington per approfondire la sua esperienza politica e prepararsi per una carriera politica.
Barker partecipò alla guerra anglo-americana, iniziata nel 1812, ma due anni dopo fu gravemente ferito in un duello e fu inabilitato dal servizio attivo per diversi anni e congedato nel giugno 1815.
Della sua vasta produzione letteraria si possono menzionare: Lacrime e sorrisi (Tears and smiles, 1807), una commedia sociale, rappresentata per la prima volta il 4 marzo 1807 al The Chestnut Street Theatre di Filadelfia; La principessa indiana, ovvero la bella selvaggia (The Indian Princess or La Belle Sauvage, 1808), il primo dramma americano incentrato su tematiche indiane che sia stato rappresentato,l'opera descrive le vicende di Pocahontas, nobile fanciulla indiana, che innamoratasi di un uomo bianco salva lui e i suoi amici dalle ire della propria tribù; Come provare un amante (How to try a lover, 1817), Superstizione (Superstition, 1824), tragedia molto significativa basata sul puritanesimo nella Nuova Inghilterra,e sul processo di adattamento psicologico ed ambientale dei primi puritani in America, nella quale descrisse anche le paure e il bigottismo della popolazione, anticipando l'opera del maggior "puritanista" del XIX secolo, Nathaniel Hawthorne.
Barker fu tra i primi scrittori americani ad usare il materiale nativo correggendo quella che era percepita come dipendenza dello scrittore americano dall'influenza letteraria europea, in particolare britannica, ritenendo che i gusti artistici americani dovessero essere indipendenti da quelli dell'Europa e criticando i sentimenti di inferiorità degli americani; inoltre sostenne che l'arte americana dovesse essere sia democratica che utile.

## Pubblicazioni
- Lacrime e sorrisi (Tears and smiles, 1807);
- La principessa indiana, ovvero la bella selvaggia (The Indian Princess or La Belle Sauvage, 1808);
- Come provare un amante (How to try a lover, 1817);
- Superstizione (Superstition, 1824).